# Глебово (Дубровенский район)
Глебово (бел. Гле́бава) — деревня в Дубровенском районе Витебской области Республики Беларусь. Входит в состав Добрынского сельсовета.

## География
Ближайшие населённые пункты Вечерино, Волево, Сватошицы и др.

## Этимология
Глеб — восточнославянская форма германского (северогерманского) имени Gudleifr (Guðleifr).

## История
В 1910 году в Сватошицкой волости Горецкого уезда Могилёвской губернии.
До 16 сентября 1957 года деревня входила в состав Добрынского сельсовета, до 17 июля 1964 года — в состав Малабаховского сельсовета.

## Население

### Численность
- 2009 год — 28 человек

### Динамика
- 1857 год — 189 человек[6]
- 1910 год — 40 дворов, 246 человек (131 муж., 115 жен.)[7]
- 1999 год — 67 человек (перепись населения)
- 2009 год — 28 человек (перепись населения)[3]

## Достопримечательность
- Курганный могильник[8][9] —  Историко-культурная ценность Республики Беларусь, шифр 213В000463.